# Palpares speciosus
Espèce
Palpares speciosus est une espèce d'insectes névroptères de la famille des myrméléontidés (les fourmilions) que l'on trouve en Afrique du Sud.

## Description
L'imago est un grand fourmilion d'une envergure de 10 à 12 cm, il présente des ailes nervurées, les supérieures jaunâtres tachetées de brun foncé, les inférieures blanches et noires, cachées par les supérieures au repos : comme chez d'autres fourmilions et contrairement aux libellules, les ailes se replient en forme de toit.

## Larve
Comme l'espèce européenne Palpares libelluloides, la larve creuse à reculons un piège en forme d'entonnoir dans des sols sablonneux. Elle s'y tient cachée au fond et capture de petites proies (essentiellement des fourmis) qui déboulent des pentes instables.